# Stor-Abborrtjärnen (Bodsjö socken, Jämtland)
Stor-Abborrtjärnen är en sjö i Bräcke kommun i Jämtland och ingår i Ljungans huvudavrinningsområde. Sjön har en area på 0,0898 kvadratkilometer och ligger 413,3 meter över havet. Sjön avvattnas av vattendraget Vaxsjöån.

## Delavrinningsområde
Stor-Abborrtjärnen ingår i det delavrinningsområde (694418-145904) som SMHI kallar för Ovan Bäverdammsbäcken. Medelhöjden är 424 meter över havet och ytan är 6,78 kvadratkilometer. Det finns inga avrinningsområden uppströms utan avrinningsområdet är högsta punkten. Vaxsjöån som avvattnar avrinningsområdet har biflödesordning 3, vilket innebär att vattnet flödar genom totalt 3 vattendrag innan det når havet efter 253 kilometer. Avrinningsområdet består mestadels av skog (51 procent) och sankmarker (41 procent). Avrinningsområdet har 0,09 kvadratkilometer vattenytor vilket ger det en sjöprocent på 1,3 procent.